# 晉利地產金融
晉利地產金融有限公司（除牌當時為0220.HK），1969年由李維義創立，曾經經營紡織公司，業務在香港和美國關島房地產及物業投資。
是在1973年上市，但由於長期交投股份薄弱，於是在2004年成功私有化後退出香港股市。

## 連結
- 晉利地產旗下官方網頁
- 晉利小股東要求私有化 蘋果日報[]